# Aix-en-Provence Challenger 2003
L'Aix-en-Provence Challenger 2003 è stato un torneo di tennis facente parte della categoria ATP Challenger Series nell'ambito dell'ATP Challenger Series 2003. Il torneo si è giocato a Aix-en-Provence in Francia dal 28 aprile al 4 maggio 2003 su campi in terra rossa.

## Vincitori

### Singolare
Mariano Puerta ha battuto in finale  Rafael Nadal con il punteggio di 3–6, 7–6(6), 6–4

### Doppio
Stephen Huss /  Myles Wakefield hanno battuto in finale  Todd Perry /  Thomas Shimada con il punteggio di 6–1, 7–5